# Titularbistum Foratiana
Foratiana (ital.: Foraziana) ist ein Titularbistum der römisch-katholischen Kirche.
Es geht zurück auf einen untergegangenen Bischofssitz in der gleichnamigen antiken Stadt, die in der römischen Provinz Byzacena (heute Sahelregion Tunesiens) lag.
| Titularbischöfe von Foratiana |                                                            |                                                                     |                   |                   |
| Nr.                           | Name                                                       | Amt                                                                 | von               | bis               |
| 1                             | John William Comber MM                                     | Generalsuperior des Maryknoll-Missionsordens                        | 23. Januar 1959   | 27. März 1998     |
| 2                             | Alberto Bottari de Castello Titularerzbischof pro hac vice | Apostolischer Nuntius                                               | 18. Dezember 1999 | 8. Dezember 2007  |
| 3                             | José Elías Rauda Gutiérrez OFM                             | Weihbischof in Santa Ana (El Salvador)                              | 25. Januar 2008   | 12. Dezember 2009 |
| 4                             | Bosco Puthur                                               | Weihbischof in Ernakulam-Angamaly (Syro-Malabarese) (Indien)        | 18. Januar 2010   | 11. Januar 2014   |
| 5                             | Mar Bawai Soro                                             | Titularbischof in der Eparchie Saint Peter the Apostle of San Diego | 11. Januar 2014   | 31. Oktober 2017  |
| 6                             | Giovanni Pietro Dal Toso                                   | Kurienerzbischof, Apostolischer Nuntius                             | 9. November 2017  |                   |